# Carin Malmlöf-Forsslings pris
Carin Malmlöf-Forsslings pris är ett svenskt musikpris, utdelat sedan år 2007.
År 2002 instiftade tonsättaren Carin Malmlöf-Forssling i samråd med Kungliga Musikaliska Akademien Carin Malmlöf-Forsslings Stiftelse till fromma för det svenska konstmusiklivet med syfte att söka stimulera det svenska konstmusiklivet i Dalarna men också i Sverige i övrigt. Årligen utdelas sedan år 2007 genom Kungliga Musikaliska Akademien Carin Malmlöf-Forsslins pris till av en jury utvalda tonsättare eller musikpersoner. Priset är på 90 000 kronor och därmed ett av de största musikpriserna i Sverige. Vissa år delas priset ut uppdelat i ett tonsättarpris (80 000 kronor) respektive ett artistpris (50 000 kronor). Även andra stipendier förekommer. Prisutdelningen sker oftast i Dalarna i samband med en konsert.

## Pristagare (möjligen ej komplett)
- 2007 – Paula af Malmborg Ward
- 2008 – Mats Larsson Gothe
- 2009 – Cristian Marina och Stenhammar Quartet
- 2010 – Britta Byström
- 2011 – Anders Flodin
- 2012 – Kristina Forsman och Anna Eriksson
- 2013 – Mattias Petersson (tonsättarpris) och Duo Ego, mezzosopranen Monica Danielsson och slagverkaren Per Sjögren (artistpriset)
- 2014 – Malin Bång
- 2015 – Daniel Nelson
- 2016 – Andrea Tarrodi[4]
- 2017 – Tebogo Monnakgotla[4]
- 2018 – Djuro Zivkovic[4]
- 2019 – Molly Kien[4]
- 2020 – Jesper Nordin[4]
- 2021 – Mirjam Tally[4]
- 2022 – Benjamin Staern[4]
- 2023 – Matthew Peterson
- 2024 – Lisa Streich
- 2025 – Jonatan Sersam